# Szuszyja
Szuszyja (ros. Шушия) – wieś w Rosji, w Dagestanie, w rejonie nowołakskim. W 2010 liczyła 606 mieszkańców, głównie Laków.